# Jörg Kohlmann
Jörg Leonhard Kohlmann (* 1962) ist ein ehemaliger deutscher Bogenbiathlet.
Jörg Kohlmann legte 1981 sein Abitur ab und machte danach Ausbildungen zum ärztlich geprüften Lebens- und Ernährungsberater sowie zum Heilpraktiker an der Akademie für ganzheitliche Lebens- und Heilweisen. Seit 1997 betreibt er eine eigene Praxis für systemische Therapie in München. In der ersten Hälfte der 2000er Jahre war Kohlmann einer der besten deutschen Bogenbiathleten und kam oft bei internationalen Wettkämpfen wie dem Bogenbiathlon-Weltcup zum Einsatz und belegte dabei zumeist Plätze im letzten Drittel. 2003 nahm er in Krün bei den Bogenbiathlon-Weltmeisterschaften teil und belegte beim Sprint den 31. Rang, nachdem er nicht einen Schuss ins Ziel bringen konnte. Besser lief es beim Schießen zur Verfolgung, wo er nur dreimal nicht traf, sich wegen schlechterer Laufleistung dennoch nur um einen Platz auf den 30. verbessern konnte. 2004 nahm Kohlmann in Pokljuka erneut bei der WM teil. Im Sprintrennen belegte er den 27. Platz und qualifizierte sich damit für das Verfolgungsrennen, an dem er aber nicht teilnahm. Das Massenstartrennen brach er nach dem vierten und letzten Schießen ab. Mit Edmund und Bernhard Martin sowie Michael Kuffer bestritt er zudem das Staffelrennen, bei dem die deutsche Mannschaft auf den sechsten und damit letzten Platz kam. Er startete für den BSC Mittenwald.